# Starseed (musikgrupp)
Starseed är ett sydafrikanskt hårdrocksband, ursprungligen från Johannesburg, Sydafrika, numera baserat i London, Storbritannien, bildat år 2000. Musikstilen har beskrivits som en blandning av hårdrock och grunge, hård, men ändå melodisk.

## Bandmedlemmar
- Russell Spence - sång, gitarr[1]
- Gerald Gill - gitarr
- Peter Wicker - gitarr
- Andrew Spence - trummor[1]
- Murray McChlery - elbas

### Före detta medlemmar
- Dale Anderson (2005–2010)
- Aidan Starr Coetzee (2004–2005)
- Justin Hart (2000–2003)
- Shaun Evans (2000–2003)

## Diskografi

### Albums
- All The Things They Can't Take Away... (2005)
- Love's War (EP) (2008)
- Peace Machine UK (2009) USA (2012)

## Singlar
- Shine (taken from the album "Peace Machine")
- See Through Your Lies

### Videografi
- Shine
- See Through Your Lies